# Oorlogsmonumenten in Bathmen

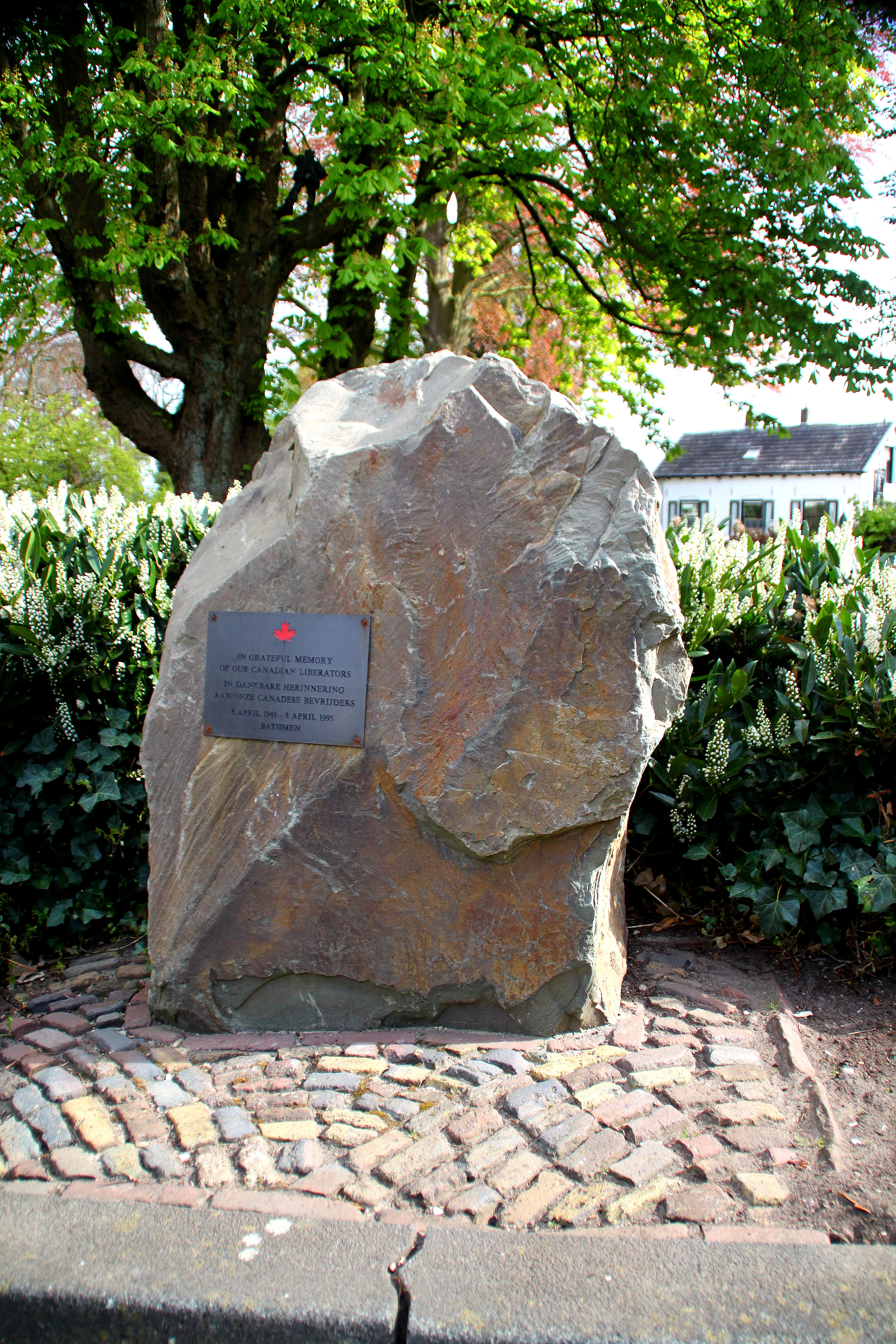
Monumentale natuursteen ter herinnering aan de Canadese bevrijders van 1945

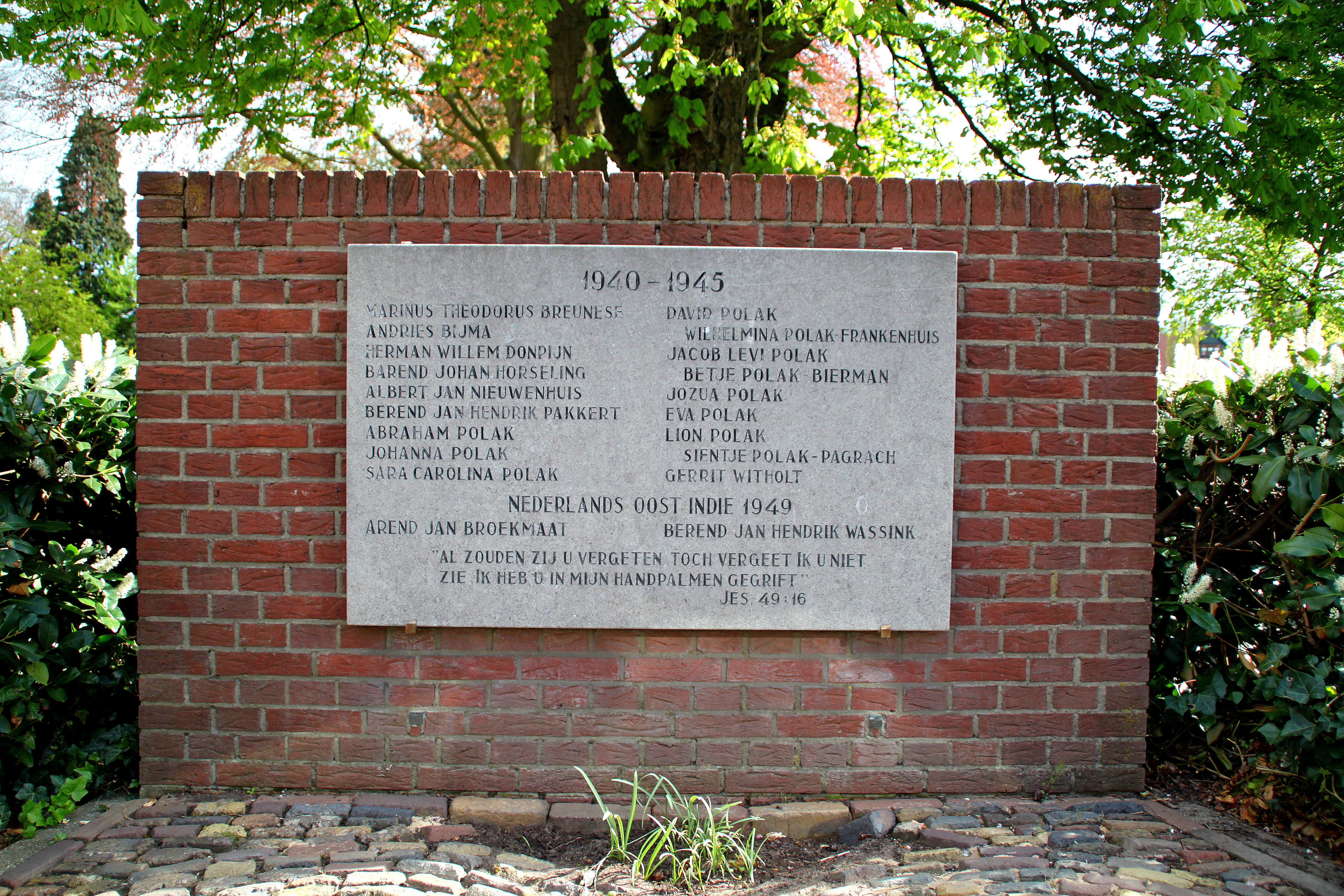
Monument ter herinnering aan Bathmense oorlogsslachtoffers van 1940-45 en gesneuvelden in Indonesië

De oorlogsmonumenten in Bathmen, een dorp in de Nederlandse provincie Overijssel, zijn eenvoudige monumenten, opgericht ter herinnering aan de burger- en militaire slachtoffers die vielen tijdens de Tweede Wereldoorlog en gedurende de Indonesische Onafhankelijkheidsoorlog. Drie ervan staan op het Kerkplein, naast het voormalige gemeentehuis, een vierde in de buurtschap Zuidloo. 

## Monumenten voor Nederlanders
Het monument voor de Nederlandse gevallenen werd op 4 mei 1964 onthuld door de toenmalige burgemeester P.W. Bazen. Een gemetselde muur bevat een natuurstenen plaat met de namen van twintig personen, twee daarvan zijn militairen die omkwamen bij de strijd in Nederlands-Indië. Tien mensen behoorden tot de twee Joodse families die in het dorp woonden en beide Polak heetten. Ze werden slachtoffer van de Jodenvervolging, slechts één familielid overleefde de vernietigingskampen. De anderen vonden de dood omdat ze verzetswerk deden. Het citaat op de plaquette onder de namenlijst luidt: Al zouden zij U vergeten toch vergeet ik U niet. Zie ik heb U in mijn handpalmen gegrift, het is afkomstig uit Jesaja 49:16, een boek van het Oude Testament ofwel de Tenach. Bij drie adessen in het dorp zijn verder  monumentjes in de vorm van Stolpersteine geplaatst.

## Monumenten voor Canadese militairen
Het monument ter herinnering aan de bevrijding door het Canadese leger in 1945 bestaat uit een grote rechtop geplaatste natuursteen met de tekst In grateful memory of our Canadian liberators. Het monument is onthuld op 8 april 1995, vijftig jaar na de bevrijding. Er naast staat een bescheiden herinneringssteen voor de Canadese korporaal J.W. Campbell die bij de bevrijding om het leven kwam bij het veilig stellen van de brug over de Schipbeek bij Bathmen. Hij ontving daarvoor postuum de Militaire Willems-Orde. 
Op de Oude Algemene Begraafplaats liggen elf graven van Canadese militairen met de karakteristieke Commonwealth-grafstenen.

### Monument bommenwerper
Vijf leden van een Canadese vliegtuigbemanning kwamen om toen hun bommenwerper 'Lily Mars' na een missie boven Duitsland op 2 maart 1943 door een Duits jachtvliegtuig uit de lucht werd geschoten. Drie anderen overleefden de crash. Ter herinnering aan deze gebeurtenis is in 2016 een zwerfkei met plaquette gelegd bij de plaats van neerstorten in de buurtschap Zuidloo ten zuiden van Bathmen. De vijf gesneuvelden liggen begraven op het Commonwealth-deel van de Algemene Begraafplaats aan de Deventerweg te Bathmen.